# Université de Bunia
 (août 2024).
La mise en forme du texte ne suit pas les recommandations de Wikipédia : il faut le « wikifier ».
Les points d'amélioration suivants sont les cas les plus fréquents. Le détail des points à revoir est peut-être précisé sur la page de discussion.
- Les titres sont pré-formatés par le logiciel. Ils ne sont ni en capitales, ni en gras.
- Le texte ne doit pas être écrit en capitales (les noms de famille non plus), ni en gras, ni en italique, ni en « petit »…
- Le gras n'est utilisé que pour surligner le titre de l'article dans l'introduction, une seule fois.
- L'italique est rarement utilisé : mots en langue étrangère, titres d'œuvres, noms de bateaux, etc.
- Les citations ne sont pas en italique mais en corps de texte normal. Elles sont entourées par des guillemets français : « et ».
- Les listes à puces sont à éviter, des paragraphes rédigés étant largement préférés. Les tableaux sont à réserver à la présentation de données structurées (résultats, etc.).
- Les appels de note de bas de page (petits chiffres en exposant, introduits par l'outil «  Source ») sont à placer entre la fin de phrase et le point final[comme ça].
- Les liens internes (vers d'autres articles de Wikipédia) sont à choisir avec parcimonie. Créez des liens vers des articles approfondissant le sujet. Les termes génériques sans rapport avec le sujet sont à éviter, ainsi que les répétitions de liens vers un même terme.
- Les liens externes sont à placer uniquement dans une section « Liens externes », à la fin de l'article. Ces liens sont à choisir avec parcimonie suivant les règles définies. Si un lien sert de source à l'article, son insertion dans le texte est à faire par les notes de bas de page.
- La présentation des références doit suivre les conventions bibliographiques. Il est recommandé d'utiliser les modèles {{Ouvrage}}, {{Chapitre}}, {{Article}}, {{Lien web}} et/ou {{Bibliographie}}. Le mode d'édition visuel peut mettre en forme automatiquement les références.
- Insérer une infobox (cadre d'informations à droite) n'est pas obligatoire pour parachever la mise en page.

Pour une aide détaillée, merci de consulter Aide:Wikification.
Si vous pensez que ces points ont été résolus, vous pouvez retirer ce bandeau et améliorer la mise en forme d'un autre article.
L'université de Bunia, UNIBU en sigle, est un établissement public d'enseignement supérieur, situé à Bunia dans la Province de l'Ituri.

## Histoire
Officiellement reconnue par le Ministère de l'Enseignement Supérieur et Universitaire de la République Démocratique du Congo. Créée en 1994, l’UNIBU se situe au coeur de la Ville de Bunia, au Quartier Lumumba sur le boulevard de libération, numéro 26 ; adresse postale 292 Bunia. L'Université de Bunia dispose d'un campus dans son nouveau site de Tshere encore en cours de construction. Le site se trouve à environ 7 km de la ville de Bunia.
Créée en 1994 par l'arrêté ministériel N°ESU/CABMIN/0133/1994 du 12 janvier 1994 comme centre universitaire de l'Ituri à Bunia, CUIB en sigle, devenu une extension de l'Université de Kisangani « CUEB » par l'arrêté ministériel N°EDN/CABMIN/ESU/0021/1997 du 04 octobre 1997. Elle a été créée dans le but d'essaimage de l'enseignement supérieur et universitaire décidé par le gouvernement et appuyé par la conférence nationale souveraine, en vue de décongestionner les villes universitaires de fortes concentrations et de porter l'enseignement universitaire à l'arrière-pays, vu la distance séparant les trois anciennes villes universitaires du pays (Kinshasa, Lubumbashi et Kisangani).

## L’université aujourd’hui
Le CUEB est érigé en UNIBU par l'arrêté ministériel N°157/MINESU/CABMIN/MML/EBK/PK/2010 du 27 septembre 2010. C'est depuis 1994 que l'université de Bunia fonctionne. Comme plusieurs universités de la RDC aujourd'hui, l'UNIBU à aussi migré vers le système d'enseignement de Licence, Master et Doctorat (LMD) depuis l'année académique 2021-2022.

## Organisation

### Rectorat
Le Comité de Gestion dirigeant l'UNIBU est composé de cinq membres : le Recteur, le Secrétaire Général Académique, le Secrétaire Général Chargé de Recherche, le Secrétaire Général Administratif et l'Administrateur du Budget. L'actuel recteur de l'UNIBU est le Professeur Jean-Faustin SIMBA AKOKOLA.

### Facultés[4]
- Faculté de droit : cycle de graduat et de licence en droit public,  privé et économique et social
- Faculté des sciences économiques et de gestion : cycles de graduat et de licence,
- Faculté des sciences agronomiques : cycle de graduat et de licence.
- Faculté des sciences sociales, politiques et administratives : cycle de graduat et de licence,
- Faculté de médecine humaine
- Faculté de médecine vétérinaire
- Faculté des sciences de l'information et de la communication, cycle de graduat et licence.
- Faculté de gestion informatique, cycle de graduat et licence.